# Beau Snellink
Beau Snellink (ur. 14 maja 2001 w Lejdzie) – holenderski łyżwiarz szybki, czterokrotny medalista mistrzostw świata, a także zdobywca Pucharu Świata.

## Kariera
Na rozgrywanych w 2021 mistrzostwach świata na dystansach w Heerenveen razem z Marcelem Boskerem i Patrickiem Roestem zdobył złoto w biegu drużynowym. Wynik ten powtórzyli na rozgrywanych dwa lata później mistrzostwach świata na dystansach w Heerenveen razem z Marcelem Boskerem i Patrickiem Roestem zdobył złoto w biegu drużynowym.
Podczas mistrzostw świata na dystansach w Hamar zdobył srebro na dystansie 5000 m. Na tej samej imprezie zdobył także brązowy medal w biegu drużynowym.
W sezonie 2022/2023 zwyciężył w klasyfikacji 5000/10 000 m. Dwa sezony wcześniej w tej samej klasyfikacji zajął trzecie miejsce.